# 盧代什蒂鄉
44°52′N 25°14′E / 44.867°N 25.233°E
盧代什蒂鄉（羅馬尼亞語：Comuna Ludești, Dâmbovița），是羅馬尼亞的鄉份，位於該國南部，由登博維察縣負責管轄，面積88平方公里，海拔高度320米，2007年人口5,210，人口密度每平方公里59人。